# 角換わり
角換わり（かくがわり、英: Bishop Exchange）は、将棋の代表的な戦法の一つ。序盤で角を交換した後に駒組みを進める指し方であり、互いに角を打ち込まれないよう気を配る相居飛車の戦法。腰掛け銀、棒銀、早繰り銀など様々な仕掛けがある。プロ間においては腰掛け銀の採用率が高いが、ソフトによる研究の進展により駒組みや仕掛けの主流に著しい変化が見られている。

## 戦法の概要
多くの場合、右銀の使い方により急戦か持久戦かが決まる。棒銀や早繰り銀などの駒組みは急戦志向、腰掛け銀や右玉などは持久戦志向となる。一般的には相矢倉よりも激しく、相掛かりよりも穏やかな戦法とされる。
| 9  | 8  | 7  | 6  | 5  | 4  | 3  | 2  | 1  |    |
| 香 | 桂 |    | 金 | 王 |    |    | 桂 | 香 | 一 |
|    | 飛 |    |    |    |    | 金 |    |    | 二 |
| 歩 |    | 銀 | 歩 | 歩 | 歩 | 銀 | 歩 |    | 三 |
|    |    | 歩 |    |    |    | 歩 |    | 歩 | 四 |
|    | 歩 |    |    |    |    |    | 歩 |    | 五 |
|    |    | 歩 |    |    |    |    | 銀 | 歩 | 六 |
| 歩 | 歩 | 銀 | 歩 | 歩 | 歩 | 歩 |    |    | 七 |
|    |    | 金 |    |    |    |    | 飛 |    | 八 |
| 香 | 桂 |    |    | 玉 | 金 |    | 桂 | 香 | 九 |

| 9  | 8  | 7  | 6  | 5  | 4  | 3  | 2  | 1  |    |
| 香 | 飛 |    |    |    |    |    | 桂 | 香 | 一 |
|    |    |    | 王 | 金 |    | 金 |    |    | 二 |
|    |    | 桂 | 銀 |    | 歩 |    | 歩 |    | 三 |
| 歩 |    | 歩 | 歩 | 歩 | 銀 | 歩 |    | 歩 | 四 |
|    | 歩 |    |    |    |    |    | 歩 |    | 五 |
| 歩 |    | 歩 | 歩 | 銀 | 歩 | 歩 |    | 歩 | 六 |
|    | 歩 | 銀 |    | 歩 |    | 桂 |    |    | 七 |
|    |    | 金 | 玉 |    | 金 |    |    |    | 八 |
| 香 | 桂 |    |    |    |    |    | 飛 | 香 | 九 |

一般的には先手から仕掛け、後手はカウンターを狙う。千日手に至れば先後交替で指し直しになるが、厳密には先手であること自体が僅かながら有利とされているため、後手は千日手に持ち込めば成功とみなされる。したがって「カウンター狙いの後手に対して先手が攻め切れるのか」が長年研究され続けている角換わりのテーマである。先手の勝率が比較的高い戦法の一つであり、この戦法を得意とする代表的なプロ棋士として、谷川浩司や丸山忠久などが挙げられる。
角換わりにおいて5筋の歩を突くと、△3九角（後手なら▲7一角）から馬を作られるなど自陣に隙が生じやすい。そのため「角換わりには5筋を突くな」という格言がある。

### 出だしの手順
様々な手順が存在するが、▲7六歩△8四歩▲2六歩△3二金▲2五歩△8五歩▲7七角△3四歩▲6八銀△7七角成▲同銀△2二銀と進むのが一般的。従来は9手目で▲8八銀としていたが、近年では指し手の選択肢を増やす▲6八銀が多くなっている。
先手が飛車先を保留する場合は、5手目で▲7八金と指す。後手が10手目で△4二銀と変化することもできるが、その場合は先手から▲2二角成と角交換をおこなう。△同金の一手に▲7七銀と進み、いずれ後手は壁金を解消する△3二金を指さなければならず、上述の手順と同型になる。
途中で先手が角を7七に動かした一手に対して、後手が角交換をおこない一手を無駄にしているので、双方に手損はない。なお、先手の角が8八にいる状態で後手が角交換をおこなう後手番一手損角換わりといった戦法も存在する。

## 戦法の変遷
角換わりの中でも、半世紀以上の研究が続けられているのが、先後同型の角換わり腰掛け銀である。この戦法の研究を軸として、角換わり棒銀などを含めた他の戦法の歴史も推移していった。
したがって以下、角換わり腰掛け銀の歴史を中心に述べる。

### 木村定跡
プロの角換わりは指し手が限定されるため、両者が慎重に駒組みを進めていく。その結果、40手目△2二玉までに駒組みが限界にまで達して手詰まりになる。ここで先手が攻めなければ膠着状態に陥り千日手なので、41手目に先手が攻撃開始を余儀なくされる。この攻めが成立するかが角換わり戦法の焦点となった。昭和30年代、この形に結論を出したのが木村義雄であった。現在では41手目から▲4五歩以下の先手の攻めは、後手の投了近くまで研究がなされている。この41手目からの一連の指し手は木村定跡と称される。
| 9  | 8  | 7  | 6  | 5  | 4  | 3  | 2  | 1  |    |
| 香 |    |    |    |    |    | 王 | 桂 | 香 | 一 |
|    | 飛 |    |    | 金 |    | 金 |    |    | 二 |
|    |    | 桂 |    | 歩 |    | 銀 | 歩 |    | 三 |
| 歩 |    | 歩 | 歩 | 銀 | 歩 | 歩 |    | 歩 | 四 |
|    | 歩 |    |    |    |    |    | 歩 |    | 五 |
| 歩 |    | 歩 | 歩 | 銀 | 歩 | 歩 |    | 歩 | 六 |
|    | 歩 | 銀 |    | 歩 |    | 桂 |    |    | 七 |
|    |    | 金 |    | 金 |    |    | 飛 |    | 八 |
| 香 | 桂 | 玉 |    |    |    |    |    | 香 | 九 |

| 9  | 8  | 7  | 6  | 5  | 4  | 3  | 2  | 1  |    |
| 香 | 桂 |    |    |    |    | 王 | 桂 | 香 | 一 |
|    | 飛 |    |    |    | 金 | 金 |    |    | 二 |
|    |    |    |    | 歩 |    | 銀 | 歩 |    | 三 |
| 歩 |    | 歩 | 歩 | 銀 | 歩 | 歩 |    | 歩 | 四 |
|    | 歩 |    |    |    |    |    | 歩 |    | 五 |
| 歩 |    | 歩 | 歩 | 銀 | 歩 | 歩 |    | 歩 | 六 |
|    | 歩 | 銀 |    | 歩 |    | 桂 |    |    | 七 |
|    |    | 金 |    | 金 |    |    | 飛 |    | 八 |
| 香 | 桂 | 玉 |    |    |    |    |    | 香 | 九 |

木村定跡で先手が優勢以上になるため、絶対に後手はこの形にできない。そのため39手目の▲8八玉の後、後手から攻め込まざるを得えない。40手目に△6五歩とすると、木村定跡の応用で後手が指せることが分かった。つまりこの定跡は、▲8八玉の疑問手に後手が△2二玉の大悪手で返す形が前提であった。よって双方が矢倉囲いの中に玉を動かす前である39手目（第1図）に先手が攻め込んだらどうなるかが課題となった。1960年代にはまだ精緻な研究が成されていなかったものの、当時から若干先手が指せるという見解が強かった。そのため、後手はひたすら千日手を狙う専守防衛の構えをとった。様々な待機策が検討された結果、38手目で△4二金（第2図）とするのが最も千日手になりやすいことが分かった。以下は▲8八玉△2二玉▲4八飛△6五歩が進行の一例。この後手陣の撃破が困難であり、第1図の局面は見られなくなった。
どうしても先手が攻めて後手が受けに回るという展開がはっきりしていることもあり、先手の作戦に対してすべて対応する必要があるが、過去にある重要手順や定跡は一通り後手の受けが確立し研究も進んでおり、新たな手順がなければ先手をもって確実には攻めきれないことも分かっている。このため数十年以上長きにわたり指されているということで、それだけ難しい戦法とされている。藤井猛は「この将棋は何か1手新手が発見されるとがらりと評価が変わるため、後手も5割勝てると思わなければこの局面を避ける、棋士全員でこの局面を指せば先手の勝率は6割はいく、素人同士で指せば間違いなく先に攻めた方が有利となる」としている。

### 飛車先保留
角換わりの歴史に大きな影響を与えた新手が、昭和60年代に谷川浩司により発見された5手目の▲7八金であった。歩を突かないことで、▲2五桂と跳ねる余地を作ったのである。後手が右桂を跳ねてきたら、▲2五歩△3三銀で第1図の局面に合流する。この手の発見によって、専守防衛を狙った陣形でも先手から打開することが可能になったため、よりカウンターの攻撃力が高い局面の戦型に回帰することになった。
一方的に攻められる上に主導権も握れない後手は、角換わりを採用する魅力を感じなくなった。後述する丸山新手が一時期先手必勝だと思われていたこと、さらに1990年代末に出現した横歩取り8五飛戦法が高い後手勝率を誇ったため、後手がわざわざ角換わりを受けて立つ必要もなく、角換わりの採用率は低下していた。この飛車先の歩突き保留は、後の一手損角換わりにも通じる発想であった。

### 丸山新手
| 9  | 8  | 7  | 6  | 5  | 4  | 3  | 2  | 1  |    |
| 香 |    |    |    |    |    | 王 | 桂 | 香 | 一 |
|    | 飛 |    |    | 金 |    | 金 |    |    | 二 |
|    |    | 桂 |    | 歩 |    |    |    |    | 三 |
| 歩 |    |    | 歩 | 銀 | 銀 | 歩 | 歩 |    | 四 |
|    | 歩 | 歩 |    |    | 歩 | 歩 |    | 歩 | 五 |
| 歩 |    |    | 歩 | 銀 |    |    |    |    | 六 |
|    | 歩 | 銀 |    | 歩 |    | 桂 |    |    | 七 |
|    |    | 金 |    | 金 |    |    | 飛 |    | 八 |
| 香 | 桂 | 玉 |    |    |    |    |    | 香 | 九 |

1992年度第34期王位戦予選▲丸山忠久 対 △米長邦雄で初めて指された。第1図から▲4五歩△同歩▲3五歩△4四銀▲1五歩△同歩▲2四歩△同歩▲7五歩△同歩と歩を突き捨てる。▲3五歩に△同歩と取ってしまうと後手にとって思わしくない展開になるため△4四銀とかわすのが定跡。この結果が第3図となる。以下▲2四飛△2三歩▲2九飛と進む。歩の突く順番は違えど、後述する富岡流（ヨニイナサン定跡）と同じ局面となる。後手は桂頭を受けるために△6三金は必然。ここで▲1二歩△同香▲1一角と打ち込むのが丸山新手である。△2二角には▲同角成△同玉で戦場に近付いてしまう。米長は△3五銀とかわしたものの結局丸山が快勝し、一気に研究が進んだ。その結果、▲1一角には△2二角しかない、それでも先手必勝だと考えられ、角換わりの先後同形は姿を消した。
それに待ったをかけたのが佐藤康光で、2001年度第27期棋王戦第4局▲羽生善治 対 △佐藤康光で▲1一角に△3五銀▲4五銀の交換を入れてから△2二角と打つ新手を披露した。対局は敗れたものの、結果は充分で羽生は2002年度第43回王位戦で後手を持って佐藤新手を用い勝利したことで、研究がさらに進み、丸山新手に対する決定打になったため、再び先後同形が復活した。

### 堀口新手
丸山新手が佐藤新手に駆逐され、先後同形は新たな時代に突入した。2003年第44回王位戦予選▲堀口弘治 対 △森下卓において指された。第3図以降、▲2四飛△2三歩と受けた局面で▲2六飛と浮き飛車に構えるのが堀口新手である。従来の▲2九飛に対する△3八角を嫌った手であるが、矢倉型と浮き飛車は相性が悪いとされているが、この対局で堀口が快勝。▲2六飛に△3五銀には▲2八飛と引いておいて、▲7四歩や▲4五桂を見せて先手が指せるとされ、▲2六飛車型が大流行した。
しかし、2009年度B級1組順位戦▲松尾歩 対 渡辺明において、松尾の▲2六飛に対し、渡辺は△3五銀▲2八飛△3六銀▲2五桂△6三銀と銀で桂頭を受ける新手を指した。この対局で渡辺が快勝、研究が深まり▲2六飛型が駆逐された。

### 一手損角換わり
序盤戦術の革新により、2000年代に出現した新たな戦法である。単に「一手損」とも呼ばれる。第1図の局面において、もしも8五の歩が8四にあれば結論が変わりうる。先手の飛車先保留型と同様で、後手に△8五桂と跳ねる手が生じ、カウンターの破壊力がさらに増すからである。しかし将棋には一手パスというルールが存在しないため、30手ほど先の手詰まりを見越して、序盤に後手が無理矢理角交換を行う。
つまり「『一手損』戦法」と称するが、主旨としては「『一手パス』戦法」である。この状態で駒組みの飽和状態（38手目）に達すれば、39手目からの先手の攻撃に対して△8五桂からのカウンターが決まる可能性が高い。従って、先手は攻撃をせかされる形になる。不十分な形で攻め込むため、「一手パス」をした後手のカウンターが決まる場合もあるが、単に駒組みで「一手損」したことで、そのまま潰される可能性もある。
角換わり一手損戦法の流行には、後手番の横歩取りブーム沈静化も影響する。横歩取り8五飛による後手勝率も下がり、横歩取りの魅力が低下していく中、未だ定跡の開拓されていないこの戦法に注目が集まった。実はこの戦法も出現初期は後手勝率が決して高くなかったのであるが、当時は研究を外して力戦に持ち込めるというメリットも、力将棋に自信のあるプロが採用する要因とみられる。その後一手損角換わりは後手の勝率が盛り返し、2008年度の後手勝率5割超えに貢献した。タイトル戦にも頻繁に現れ、いまや相居飛車の主要戦法の一つになりつつある。
2013年時点では一手損角換わりの勝率は4割前半程度と言われており、一部のスペシャリストが採用する戦法とされている。

### 角換わり富岡流
富岡英作によって考案され、2009年第3回朝日杯将棋オープン戦1次予選▲富岡英作 対 △金井恒太で初めて指された。第1図の先後同形では先手が指せるとは言われていたものの、結論は出ていなかった。富岡流は第1図以降、4→2→1→7筋の順に歩を突き捨て、最後に3筋の歩を突く「42173（ヨニイナサン）」という指し方である。
| 9  | 8  | 7  | 6  | 5  | 4  | 3  | 2  | 1  |    |
| 香 |    |    |    |    |    | 王 | 桂 |    | 一 |
|    | 飛 |    |    |    |    | 金 | 歩 | 香 | 二 |
|    |    | 桂 | 金 | 歩 |    |    | 歩 |    | 三 |
| 歩 |    |    | 歩 | 銀 | 馬 | 歩 |    |    | 四 |
|    | 歩 | 歩 |    |    | 歩 |    |    | 歩 | 五 |
| 歩 |    |    | 歩 | 銀 |    |    |    |    | 六 |
|    | 歩 | 銀 |    | 歩 |    | 桂 |    |    | 七 |
|    |    | 金 |    | 金 |    |    |    |    | 八 |
| 香 | 桂 | 玉 |    |    |    | 馬 |    | 香 | 九 |

| 9  | 8  | 7  | 6  | 5  | 4  | 3 | 2  | 1  |    |
| 香 |    |    |    |    | 王 |   |    |    | 一 |
|    |    |    | 圭 |    |    |   | と | 香 | 二 |
|    |    | 桂 |    |    |    |   | 歩 |    | 三 |
| 歩 |    | 金 | 歩 | 銀 |    |   |    |    | 四 |
|    | 歩 | 歩 |    |    |    |   |    | 歩 | 五 |
| 歩 |    |    | 歩 | 銀 |    |   |    |    | 六 |
|    | 歩 | 銀 |    | 歩 |    |   |    |    | 七 |
|    |    | 金 |    | 馬 |    |   |    |    | 八 |
| 香 | 桂 | 玉 |    |    |    |   |    | 香 | 九 |

3筋の歩突きに対して△同歩と取ってしまうと▲4五桂から崩壊してしまうため、△4四銀と指すのが定跡（第3図）。その後、▲2四飛△2三歩▲2九飛と飛車先の歩を交換する。後手は桂頭を受けなければならないため△6三金と受ける。以下▲1二歩△同香▲3四歩△3八角▲3九飛△2七角成▲1一角（丸山新手の応用）△2八馬▲2二歩と進む。ここで▲4九飛△3八馬▲6九飛と指せば通常のヨニイナサン定跡となるが、飛車を見捨てて▲4四角成△3九馬▲2二歩と進むのが富岡流である（第4図）。ここまでは数局実践譜があり、▲2二歩のところで▲3三銀と攻めかかる手順は後手勝ちであると結論が出ている。
▲2二歩に△同金と取ると、▲3三銀△同桂▲同歩成△4九馬▲2二と△4一玉▲7四桂△同金▲5三馬△5八馬▲7二歩△同飛▲6二金△4二金▲4五桂△5三金▲同桂成△6二飛▲同成桂で後手玉に必至級の詰めろがかかる（第5図）。危機を察知した金井は△4二玉と早逃げしたものの、▲2一歩成△4三金▲3三歩成△同金▲3四桂△5二玉▲3三馬△6二玉▲4二桂成と進んだ。やや縺れはしたものの富岡が勝ち、この対局を境に一気に研究が進んだ。
先手玉も不安定な位置におり油断はできないが、的確に指せれば第4図以降の局面はすべて先手が勝勢であろうと考えられていた。しばらくは後手で抗った者もいたが、第1図の局面は先手良しで間違いないと結論付けられ、2010年代に先後同型は姿を消した。そのため、後手は9筋の歩を保留したまま△6五歩として攻め込む手や、後述の△5二金に替えて△6二金から△8一飛車に構える手などが指されている。
2011年のA級順位戦1回戦、千日手指し直し局の▲渡辺明 対 △郷田真隆戦では郷田が上記の定跡手順をそのままなぞって投了するという珍事が起きた。郷田は局後に「定跡とは知らなかった」と語った。

### 塚田流△6五同桂
| 9  | 8  | 7  | 6  | 5  | 4  | 3  | 2  | 1  |    |
| 香 |    |    |    |    |    | 王 | 桂 | 香 | 一 |
|    | 飛 |    |    | 金 |    | 金 |    |    | 二 |
| 歩 |    |    |    | 歩 |    | 銀 | 歩 |    | 三 |
|    |    | 歩 |    | 銀 | 歩 | 歩 |    | 歩 | 四 |
|    | 歩 |    | 桂 |    |    |    | 歩 |    | 五 |
| 歩 |    | 歩 |    | 銀 | 歩 | 歩 |    | 歩 | 六 |
|    | 歩 | 銀 |    | 歩 |    | 桂 |    |    | 七 |
|    |    | 金 |    | 金 |    |    | 飛 |    | 八 |
| 香 | 桂 | 玉 |    |    |    |    |    | 香 | 九 |

▲9六歩に△9四歩と受けるのは「42173」と仕掛けて先手良いのであれば、▲9六歩を放っておいてさきに後手からの先攻できるのではないかとも考えられる。ところが後手「68937」での9がぬけることになる。数手先の後手△9八歩～△9九角とする丸山新手応用型に持ち込めないので、攻めが切れてしまう。こうして、9筋受けを省略して後手が先攻するのは成立しないというのが長い間定説であった。
ところがそれを打ち壊す仕掛けとして、△6五歩▲同歩△同桂が発見される。塚田流角換わり△6五同桂革命として、塚田泰明が2014年2月の対青野照市戦で指した。
この単に桂跳ねは将棋ソフトが好む指し方で、実際第2回電王戦第1局でも現れている。考案者である塚田も「この作戦のヒントをくれたのはソフトである」としている。その後他の棋士も指して（例えば第74期順位戦C級1組、横山泰明 対 中村太地 戦）新手新工夫が続出するなど、この作戦が注目された。
なお、先手が▲9六歩を省略して▲9七歩型で富岡流を指すと、第5図の際に△6八銀で詰まされてしまう。

### 角換わり▲4五桂急戦
| 9  | 8  | 7  | 6  | 5  | 4  | 3  | 2  | 1  |    |
| 香 | 桂 |    | 金 |    |    |    | 桂 | 香 | 一 |
|    | 飛 |    | 銀 |    | 王 | 金 |    |    | 二 |
| 歩 |    |    | 歩 | 歩 | 歩 | 銀 | 歩 | 歩 | 三 |
|    |    | 歩 |    |    |    | 歩 |    |    | 四 |
|    | 歩 |    |    |    | 桂 |    | 歩 |    | 五 |
|    |    | 歩 |    |    |    | 歩 |    |    | 六 |
| 歩 | 歩 | 銀 | 歩 | 歩 | 歩 |    |    | 歩 | 七 |
|    |    | 金 |    |    | 銀 |    | 飛 |    | 八 |
| 香 | 桂 |    |    | 玉 | 金 |    |    | 香 | 九 |

2010年代に普及した新たな急戦策であり、先手がいきなり右桂を4五に跳ねて速攻を狙う指し方。「角換わりポンポン桂」「桂ポン」などとも呼ばれる。一見すると先手の攻めが単純そうに思えるが、後手も正しく受けるのは容易ではない。特に右図は△7四歩型であるため、下記の▲5五角が飛車取りになるのも大きい。
図から△4四銀ならば、先手は▲4六歩の他に▲2四歩△同歩▲同飛△2三歩▲3四飛△4五銀▲3二飛成△同玉▲5五角の強襲も考えられる。よって△2二銀と引くが、▲2四歩△同歩▲同飛△7三銀▲5五角△2三歩▲3四飛という実戦例があり、結果も先手が勝利している。いまや角換わりは、ここまで早い段階で警戒が必要になっている。

### 新型同型
飛車先保留型にも対応できる新たな戦型。従来から一部の棋士によって指されていたが、本格的に流行したのは平成時代後半に急速に発展したコンピュータ将棋ソフトがきっかけであると言われている。また、2016年3月20日放送の第65回NHK杯テレビ将棋トーナメントの決勝の▲村山慈明 - △千田翔太戦にて、後手の千田が採用した△6二金・△8一飛型の駒組みが注目を集めた。
| 9  | 8  | 7  | 6  | 5  | 4  | 3  | 2  | 1  |    |
| 香 | 飛 |    |    |    |    |    | 桂 | 香 | 一 |
|    |    |    | 金 |    | 王 | 金 |    |    | 二 |
|    |    | 桂 |    | 歩 | 歩 | 銀 | 歩 |    | 三 |
| 歩 |    | 歩 |    | 銀 |    | 歩 |    | 歩 | 四 |
|    | 歩 |    | 歩 |    |    |    | 歩 |    | 五 |
| 歩 |    | 歩 | 歩 | 銀 | 歩 | 歩 |    | 歩 | 六 |
|    | 歩 | 銀 |    | 歩 |    | 桂 |    |    | 七 |
|    |    | 金 |    | 金 |    |    | 飛 |    | 八 |
| 香 | 桂 | 玉 |    |    |    |    |    | 香 | 九 |

| 9  | 8  | 7  | 6  | 5  | 4  | 3  | 2  | 1  |    |
| 香 |    |    |    |    | 飛 |    | 桂 | 香 | 一 |
|    |    |    | 金 |    |    | 金 | 王 |    | 二 |
|    |    | 桂 |    | 歩 |    | 銀 | 歩 |    | 三 |
| 歩 |    | 歩 | 歩 | 銀 | 歩 | 歩 |    | 歩 | 四 |
|    | 歩 |    |    |    |    |    | 歩 |    | 五 |
| 歩 |    | 歩 | 歩 | 銀 | 歩 | 歩 |    | 歩 | 六 |
|    | 歩 | 銀 |    | 歩 |    | 桂 |    |    | 七 |
|    | 玉 | 金 |    |    | 金 |    |    |    | 八 |
| 香 | 桂 |    |    |    |    |    | 飛 | 香 | 九 |

| 9  | 8  | 7  | 6  | 5  | 4  | 3  | 2  | 1  |    |
| 香 | 飛 |    |    |    |    |    | 桂 | 香 | 一 |
|    |    |    | 金 |    | 王 | 金 |    |    | 二 |
|    |    | 桂 |    | 歩 | 歩 | 銀 | 歩 |    | 三 |
| 歩 |    | 歩 | 歩 | 銀 |    | 歩 |    | 歩 | 四 |
|    | 歩 |    |    |    |    |    | 歩 |    | 五 |
| 歩 |    | 歩 | 歩 | 銀 | 歩 | 歩 |    | 歩 | 六 |
|    | 歩 | 銀 |    | 歩 |    | 桂 |    |    | 七 |
|    | 玉 | 金 |    |    | 金 |    |    |    | 八 |
| 香 | 桂 |    |    |    |    |    | 飛 | 香 | 九 |

上図の後手の構えが角換わり腰掛け銀の新型。自陣の飛車の横利きと右金の位置のバランスが良く、より角の打ち込みに強いとされる。
度々ソフト同士の対局などにおいて出現していたほか、戦型自体は過去にもタイトル戦で登場している。例えば、第6-2図は1951年5月の名人戦第5局、木村義雄名人 対 升田幸三挑戦者 戦。後手の升田は△5二金から△6二金-8一飛型、さらに△4一飛として先手の▲4五歩の仕掛けに備えた。このころから、角換わり腰掛け銀の後手番としては、先手に仕掛けを許さないようにして待つということも普通の戦術になっており、先手の木村も▲5八金から▲4八金-2九飛型に組みなおし、仕掛けのタイミングを計っている。先後同型に近いが、このころは右金をあくまで5筋に構えてから先手4八（後手6二）に動かして待つ戦術の他、互いに▲8八玉、△2二玉としていた。
従来の△5二金の駒組みを専守防衛型とするならば、新型の△6二金の駒組みはバランス型と言える。但し▲6三銀の打ち込みに弱いのが弱点である。
村山-千田戦を境に、角換わり腰掛け銀の後手番ではこの△6二金・△8一飛型が主流となり、やがては先手番も同じく▲4八金・▲2九飛型に組むという、新型の先後同型がこれまでの▲5八金・▲2八飛型に変わって主流の座に位置するようになった。千田はこの駒組みの先駆者として、第44回将棋大賞の升田幸三賞を受賞した。
2010年代後半から、矢倉戦は後手の速攻策により先手が不満になったことで、角換わりを目指す居飛車党が増えていく。
また、角換わり拒否の意味もあって2017年からは雁木囲いが大流行する。特に後手からみて角換わり志向の▲7七角-8八銀を悪形とみて、角交換を避ける考え方が生じたのである。そして将棋AIソフト研究の影響もあって、先手の引き角から2筋飛車先交換についても、後手にとっては損ではないという考え方に変わっていった他、△4三銀型のバランスが良く、矢倉の構えに対して柔軟性もあると認識されることになる。角道が通っていることで速攻が利き、矢倉での3三銀型と違って敵が跳ねた桂の射程に銀が入らないなどの利点も着目された。
この影響で角換わりの組み方も万が一雁木相手になったときに、他への変化の駒組みしやすいように、7手目▲8八銀が減少し、▲6八銀が主流になる。▲7七角-8八銀では組み替えても矢倉にしかできないし、そして矢倉に組んでも速攻を食らうためである。
後手からも、角交換後の△4二銀が減り、△2二銀が増加する。△4二銀であると後手の玉が2二に入るルートが△4一玉から3一玉になり、これには特に▲2五歩△3三銀▲4五桂など早い桂跳ねの急戦策が有力になるのである。
以後、相腰掛け銀では△6二金-△8一飛型が大流行。△4二玉型で△4四銀～△5五銀左と動ける。先手も▲4八金-▲2九飛型を採用することが増えていき、第6-3図に組む局面が多くなる。▲4八金型は▲7九玉とのバランスが微妙ではあるが、実戦例が増えていった。
そして後手角交換後の△4二銀から△2二銀への構えが増えたことで、△8一飛から▲4五歩に備えた△4一飛も可能で、△4二玉→△3一玉から囲いに入ることが可能となる。
また、後手としては早繰り銀の選択も増えていく。特に▲5六銀から▲6六歩が早い場合は棒銀や、△7三桂の選択もみられることになる。
その後2020年～2021年にかけての、新型からの角換わり将棋のテーマ図を遠山雄亮や羽生善治がいくつか示し、各局面での後手の手段を解説している。
基本的に後手は、右金や玉の移動での待機策と、△7二金型にして、△6一や4一飛型の余地を与える策を中心に構成している。
| 9  | 8  | 7  | 6  | 5  | 4  | 3  | 2  | 1  |    |
| 香 | 飛 |    |    |    |    | 王 | 桂 | 香 | 一 |
|    |    |    | 金 |    |    | 金 |    |    | 二 |
|    |    | 桂 |    | 歩 | 歩 | 銀 | 歩 |    | 三 |
| 歩 |    | 歩 | 歩 | 銀 |    | 歩 |    | 歩 | 四 |
|    | 歩 |    |    |    |    | 歩 | 歩 |    | 五 |
| 歩 |    | 歩 | 歩 | 銀 | 歩 |    |    | 歩 | 六 |
|    | 歩 | 銀 |    | 歩 |    | 桂 |    |    | 七 |
|    |    | 金 | 玉 |    | 金 |    |    |    | 八 |
| 香 | 桂 |    |    |    |    |    | 飛 | 香 | 九 |

| 9  | 8  | 7  | 6  | 5  | 4  | 3  | 2  | 1  |    |
| 香 | 飛 |    |    |    |    |    | 桂 | 香 | 一 |
|    |    |    | 金 |    | 王 | 金 |    |    | 二 |
|    |    | 桂 |    | 歩 | 歩 | 銀 | 歩 |    | 三 |
| 歩 |    | 歩 |    | 銀 |    | 歩 |    | 歩 | 四 |
|    | 歩 |    | 歩 |    |    |    | 歩 |    | 五 |
| 歩 |    | 歩 | 歩 | 銀 | 歩 | 歩 |    | 歩 | 六 |
|    | 歩 | 銀 |    | 歩 |    | 桂 |    |    | 七 |
|    |    | 金 | 玉 |    | 金 |    |    |    | 八 |
| 香 | 桂 |    |    |    |    |    | 飛 | 香 | 九 |

| 9  | 8  | 7  | 6  | 5  | 4  | 3  | 2  | 1  |    |
| 香 | 飛 |    |    |    |    |    | 桂 | 香 | 一 |
|    |    |    | 金 |    | 王 | 金 |    |    | 二 |
|    |    | 桂 |    | 歩 |    | 銀 | 歩 |    | 三 |
| 歩 |    | 歩 | 歩 | 銀 | 歩 | 歩 |    | 歩 | 四 |
|    | 歩 |    |    |    | 歩 |    | 歩 |    | 五 |
| 歩 |    | 歩 | 歩 | 銀 |    | 歩 |    | 歩 | 六 |
|    | 歩 | 銀 |    | 歩 |    | 桂 |    |    | 七 |
|    |    | 金 | 玉 |    | 金 |    |    |    | 八 |
| 香 | 桂 |    |    |    |    |    | 飛 | 香 | 九 |

第6-4図は、戦場に近づく△3一玉で、玉が囲いに入る自然な手であるが、戦場に近づく危険性があり、3一の地点に玉がいくと、▲3五歩～▲4五桂の攻めが厳しい。この局面から△3一玉・▲7九玉は危ない、というのがこの時期に発見されて以降指されなくなっている。
そこで第6-5図は、先に△6五歩仕掛けで、やや強引であるが、後手の選択肢の中では比較的積極的な指し方。以後は指し手が△6五歩▲同歩に△同桂と△同銀にわかれる。例えば△6五同桂は▲6六銀△6四歩▲4五歩として、先手は4六に角を打つ手を用意する。後手玉が△3一玉型より安定しているので、将棋AIの評価値は先手寄りでも、実戦的には後手も指せるとみる向きもあり、まれに後手に採用されている。
第6-6図は、同形を追随する△4四歩で、これには先手は▲4五歩と仕掛ける。先手6八玉後手4二玉型での同形▲4五歩は、公式戦の実績では歩がぶつかる展開であれば▲6八玉型でも指せており、以下△同歩に▲同銀となるが、先手が圧倒している。
| 9  | 8  | 7  | 6  | 5  | 4  | 3  | 2  | 1  |    |
| 香 | 飛 |    |    |    |    |    | 桂 | 香 | 一 |
|    |    |    | 金 |    | 王 | 金 |    |    | 二 |
|    |    | 桂 |    | 歩 | 歩 | 銀 | 歩 |    | 三 |
| 歩 |    | 歩 | 歩 | 銀 |    | 歩 |    | 歩 | 四 |
|    | 歩 |    |    |    | 桂 |    | 歩 |    | 五 |
| 歩 |    | 歩 | 歩 | 銀 | 歩 | 歩 |    | 歩 | 六 |
|    | 歩 | 銀 |    | 歩 |    |    |    |    | 七 |
|    | 玉 | 金 |    |    | 金 |    |    |    | 八 |
| 香 | 桂 |    |    |    |    |    | 飛 | 香 | 九 |

| 9  | 8  | 7  | 6  | 5  | 4  | 3  | 2  | 1  |    |
| 香 | 飛 |    |    |    |    |    | 桂 | 香 | 一 |
|    |    |    | 金 |    | 王 | 金 |    |    | 二 |
|    |    | 桂 |    | 歩 | 歩 | 銀 | 歩 |    | 三 |
| 歩 |    | 歩 | 歩 | 銀 |    | 歩 |    | 歩 | 四 |
|    | 歩 |    |    |    | 桂 |    | 歩 |    | 五 |
| 歩 |    | 歩 | 歩 | 銀 | 歩 | 歩 |    | 歩 | 六 |
|    | 歩 | 銀 |    | 歩 |    |    |    |    | 七 |
|    |    | 金 |    |    | 金 |    |    |    | 八 |
| 香 | 桂 | 玉 |    |    |    |    | 飛 | 香 | 九 |

| 9  | 8  | 7  | 6  | 5  | 4  | 3  | 2  | 1  |    |
| 香 | 飛 |    |    |    |    |    | 桂 | 香 | 一 |
|    |    | 金 |    |    | 王 | 金 |    |    | 二 |
|    |    | 桂 |    | 歩 | 歩 | 銀 | 歩 |    | 三 |
| 歩 |    | 歩 |    | 銀 |    | 歩 |    | 歩 | 四 |
|    | 歩 |    | 歩 |    |    |    | 歩 |    | 五 |
| 歩 |    | 歩 | 歩 | 銀 | 歩 | 歩 |    | 歩 | 六 |
|    | 歩 | 銀 |    | 歩 |    | 桂 |    |    | 七 |
|    |    | 金 |    |    | 金 |    |    |    | 八 |
| 香 | 桂 | 玉 |    |    |    |    | 飛 | 香 | 九 |

第6-7図は、金移動での待機策で、駒組み段階で△7二金～6二金といった感じで、金の動きでわざと手損した状況にしてから、▲7九玉△5二玉▲8八玉△4二玉と進め、先手は8八玉型で手番になったところで、▲4五桂と仕掛ける。これ以降の局面では、後手に銀の逃げ場所という問題が生じている。
第6-8図は、玉移動による待機策で、これも金移動待機策と同じくらい指されている。この局面は△5二玉から△4二玉と、玉を移動して待機し、▲7九玉型で▲4五桂としたところ。ただし先手の玉が7九にいると△6五歩の反撃の効果があるため、▲4五桂には△2二銀と逃げて桂を取りにいく展開がみられる。
第6-9図は、新構想とされた積極的な△7二金で、2020年代になって指され始め、また公式戦での登場も増えてきた。図は金を待機策で△6二から△7二に寄せたところである。もし先手▲7九玉に△6二金とすれば、玉移動による待機策と合流、そこで図のように▲7九玉に△6五歩が狙いの一着として指されるが、特にこの攻めは▲7九玉-△4二玉型であると▲6九飛とする反撃が効果的になる。
| 9  | 8  | 7  | 6  | 5  | 4  | 3  | 2  | 1  |    |
| 香 |    |    | 飛 |    |    |    | 桂 | 香 | 一 |
|    |    | 金 |    |    | 王 | 金 |    |    | 二 |
|    |    | 桂 |    | 歩 | 歩 | 銀 | 歩 |    | 三 |
| 歩 |    | 歩 |    | 銀 |    | 歩 |    | 歩 | 四 |
|    | 歩 |    | 歩 |    |    |    | 歩 |    | 五 |
| 歩 |    | 歩 | 歩 | 銀 | 歩 | 歩 |    | 歩 | 六 |
|    | 歩 | 銀 |    | 歩 |    | 桂 |    |    | 七 |
|    |    | 金 |    |    | 金 |    |    |    | 八 |
| 香 | 桂 | 玉 |    |    |    |    | 飛 | 香 | 九 |

| 9  | 8  | 7  | 6  | 5  | 4  | 3  | 2  | 1  |    |
| 香 | 飛 |    |    |    |    |    | 桂 | 香 | 一 |
|    |    |    | 金 |    |    | 金 | 王 |    | 二 |
| 歩 |    | 桂 |    | 歩 |    | 銀 | 歩 |    | 三 |
|    |    | 歩 | 歩 | 銀 | 歩 | 歩 |    | 歩 | 四 |
| 歩 | 歩 |    |    |    | 歩 |    | 歩 |    | 五 |
|    |    | 歩 |    | 銀 |    | 歩 |    | 歩 | 六 |
|    | 歩 | 銀 | 歩 | 歩 |    | 桂 |    |    | 七 |
|    |    | 金 | 玉 |    | 金 |    |    |    | 八 |
| 香 | 桂 |    |    |    |    |    | 飛 | 香 | 九 |

| 9  | 8  | 7  | 6  | 5  | 4  | 3  | 2  | 1  |    |
| 香 | 飛 |    |    | 王 |    |    | 桂 | 香 | 一 |
|    |    |    |    | 金 |    | 金 |    |    | 二 |
|    |    | 桂 | 銀 | 歩 | 歩 | 銀 | 歩 |    | 三 |
| 歩 |    | 歩 | 歩 |    |    | 歩 |    | 歩 | 四 |
|    | 歩 |    |    |    |    |    | 歩 |    | 五 |
| 歩 |    | 歩 | 歩 |    | 歩 | 歩 |    | 歩 | 六 |
|    | 歩 | 銀 |    | 歩 | 銀 | 桂 |    |    | 七 |
|    |    | 金 | 玉 |    |    |    |    |    | 八 |
| 香 | 桂 |    |    |    | 金 |    | 飛 | 香 | 九 |

第6-10図は、6筋からの積極策で、前述のとおり△6五歩は▲6九飛があるため、後手は△7二金と構えた後、△6一飛と回って△6五歩と後手から仕掛ける作戦。△6五歩に▲同歩△同銀▲6九飛で、後手がすぐに△6八歩と、△4四銀として▲4五桂を防いで、先手に効果的な手がないとみている。以下は▲4五歩△3三銀▲4六角と進めて、後手△6八歩とする等。
第6-11図は、端の位を取る積極策で、後手が9筋の突き合いに応じず、先手が▲9五歩と端の位を取る策。先手はさらに▲3八金～▲4八金とあえて手損し、△2二玉と入城させてから▲4五歩と仕掛ける。通常とは先後逆の形で、先手が端の広さを主張する指し方であるが、後手は△4一飛とし、▲4四歩△同銀に先手は▲7九玉と一手待って、後手の対応をみることになる。
第6-12図は、角換わり腰掛け銀模様で、後手が右玉で待機する指し方。先手がどのように手を作るかが大きな課題となっている。つまり、仕掛けられず千日手に持ち込まれたら先手としては失敗である。この局面で▲4八金-2九飛型であると、▲5六銀に△4四銀とされるのが厄介であり、先手としては▲7九玉とし▲5八金から▲6八銀といった打開策や、打開策から▲6七銀から▲6八玉と雁木囲いにして、地下鉄飛車を目指す等の指し方がある。
| 9  | 8  | 7  | 6  | 5  | 4  | 3  | 2  | 1  |    |
| 香 |    |    |    |    | 飛 |    | 桂 | 香 | 一 |
|    |    |    | 金 |    | 王 | 金 |    |    | 二 |
|    |    | 桂 |    | 歩 | 歩 | 銀 | 歩 |    | 三 |
| 歩 |    | 歩 | 歩 | 銀 |    | 歩 |    | 歩 | 四 |
|    | 歩 |    |    |    |    |    | 歩 |    | 五 |
| 歩 |    | 歩 | 歩 | 銀 | 歩 | 歩 |    | 歩 | 六 |
|    | 歩 | 銀 |    | 歩 |    | 桂 |    |    | 七 |
|    |    | 金 | 玉 |    | 金 |    |    |    | 八 |
| 香 | 桂 |    |    |    |    |    | 飛 | 香 | 九 |

| 9  | 8  | 7  | 6  | 5  | 4  | 3  | 2  | 1  |    |
| 香 | 飛 |    |    |    |    |    | 桂 | 香 | 一 |
|    |    |    | 金 |    | 王 | 金 |    |    | 二 |
|    |    | 桂 | 銀 | 歩 | 歩 | 銀 | 歩 |    | 三 |
| 歩 |    | 歩 | 歩 |    |    | 歩 |    | 歩 | 四 |
|    | 歩 |    |    |    |    |    | 歩 |    | 五 |
| 歩 |    | 歩 | 歩 | 銀 | 歩 | 歩 |    | 歩 | 六 |
|    | 歩 | 銀 |    | 歩 |    | 桂 |    |    | 七 |
|    | 玉 | 金 |    |    | 金 |    |    |    | 八 |
| 香 | 桂 |    |    |    |    |    | 飛 | 香 | 九 |

| 9  | 8  | 7  | 6  | 5  | 4  | 3  | 2  | 1  |    |
| 香 | 飛 |    |    |    |    | 王 | 桂 | 香 | 一 |
|    |    |    | 金 |    |    | 金 |    |    | 二 |
|    |    | 桂 |    | 歩 |    | 銀 | 歩 |    | 三 |
| 歩 |    | 歩 | 歩 | 銀 | 歩 | 歩 |    | 歩 | 四 |
|    | 歩 |    |    |    | 歩 |    | 歩 |    | 五 |
| 歩 |    | 歩 | 歩 | 歩 |    | 歩 |    | 歩 | 六 |
|    | 歩 | 銀 | 銀 |    |    | 桂 |    |    | 七 |
|    | 玉 | 金 |    |    | 金 |    |    |    | 八 |
| 香 | 桂 |    |    |    |    |    | 飛 | 香 | 九 |

第6-13図は、△4一飛という出始めの頃は異端とみられた意表の待機策とその攻防で、▲4八金-△6二金型において、後手が△4一飛と玉の下に潜り込んで先手の仕掛けに備える形である。以下、先手が▲7九玉△4四歩に▲4五歩、と▲4五桂と仕掛ける手がある。もし▲８八玉とジックリ構えると△３一玉、これは後手が仕掛けを封じた格好となる。ここからは△2二玉～△3一玉を繰り返せば、先手は打開が難しい。
第6-14図は、徹底待機策への仕掛けがあるのか、先手は銀矢倉を視野にいれ、後手は△6三銀型での待機策で、▲4八金-△6二金型において、後手が玉や銀の往復移動でひたすら待つ作戦。▲7九玉△5二玉▲8八玉△4二玉と進み、先手は▲8八玉型から後手は△6三銀型で▲4五桂と仕掛ける。以下△2二銀▲3五歩△同歩▲6五歩と仕掛けたのち、△同桂と、△同歩▲5五銀に△5四歩（△6六歩もある）、△3三桂▲1八角、△3六角、△8二飛などの、仕掛けが成立するかどうかの勝負になる。
第6-15図は、銀矢倉からの攻めで、後手が△7二金～△6二金とあえて手損をした待機戦術に対し、先手は玉を8八に入城し、腰掛け銀から▲6七銀と銀矢倉に組み替えて、▲5六歩～▲4五歩と仕掛ける形。先手の攻撃力は腰掛銀より下がるが、守りがしっかりしている、という主張。図の▲4五歩に後手は△同歩▲3五歩の攻めを受けるかもしくは△4一飛かといったところ。
| 9  | 8  | 7  | 6  | 5  | 4  | 3  | 2  | 1  |    |
| 香 |    |    | 金 | 王 |    |    | 桂 | 香 | 一 |
|    | 飛 |    |    |    |    | 金 |    |    | 二 |
| 歩 |    | 桂 | 歩 | 歩 | 歩 | 銀 | 歩 | 歩 | 三 |
|    |    | 歩 | 銀 |    |    | 歩 |    |    | 四 |
|    | 歩 |    |    |    |    |    | 歩 |    | 五 |
|    |    | 歩 |    |    | 銀 | 歩 |    |    | 六 |
| 歩 | 歩 | 銀 | 歩 | 歩 | 歩 |    |    | 歩 | 七 |
|    |    | 金 | 玉 |    |    |    | 飛 |    | 八 |
| 香 | 桂 |    |    |    | 金 |    | 桂 | 香 | 九 |

| 9  | 8  | 7  | 6  | 5  | 4  | 3  | 2  | 1  |    |
| 香 | 桂 |    |    |    |    |    | 桂 | 香 | 一 |
|    | 飛 |    |    | 金 | 王 | 金 |    |    | 二 |
|    |    | 歩 |    | 歩 | 銀 | 銀 | 歩 |    | 三 |
| 歩 |    |    | 歩 |    | 歩 | 歩 |    | 歩 | 四 |
|    | 歩 |    |    |    |    | 歩 | 歩 |    | 五 |
| 歩 |    | 歩 | 歩 |    | 銀 |    |    | 歩 | 六 |
|    | 歩 | 銀 |    | 歩 | 歩 |    |    |    | 七 |
|    |    | 金 |    | 金 |    |    | 飛 |    | 八 |
| 香 | 桂 | 玉 |    |    |    |    | 桂 | 香 | 九 |

| 9  | 8  | 7  | 6  | 5  | 4  | 3  | 2  | 1  |    |
| 香 | 桂 |    | 金 |    |    |    | 桂 | 香 | 一 |
|    | 飛 |    |    | 王 |    | 金 |    |    | 二 |
| 歩 |    |    | 歩 | 歩 | 歩 | 銀 | 歩 | 歩 | 三 |
|    |    | 歩 | 銀 |    |    |    |    |    | 四 |
|    | 歩 |    |    |    |    | 銀 | 歩 |    | 五 |
|    | 歩 | 歩 |    |    |    |    |    |    | 六 |
| 歩 |    | 銀 | 歩 | 歩 | 歩 |    |    | 歩 | 七 |
|    |    | 金 |    | 玉 |    |    | 飛 |    | 八 |
| 香 | 桂 |    |    |    | 金 |    | 桂 | 香 | 九 |

第6-16図は、前述の展開も踏まえた先手早繰り銀の攻防で、先手早繰り銀に出る指し方。先手の構えは▲6八玉型、後手は△6三銀-△7三桂型をテーマとしている。すぐに▲3五歩と仕掛けるのは時期尚早とし、▲5八金から▲6六歩と整えてから▲3五歩と仕掛けるならばほぼ互角で、その場合は中央付近での攻防になる。ただし、後手の策によっては先手は▲7九玉から▲6八金右まで固めておくという指し方も選択肢になる。
第6-17図は、後手銀矢倉への攻めと課題で、角換わり先手早繰り銀に対して後手が腰掛け銀から△4三銀として銀矢倉の陣にして、じっくりとした戦いを目指す。お互いにじっくり固めあう指し方と、後手からは△3五歩▲同銀から8筋の継ぎ歩攻めも有力とされる。
第6-18図は、相早繰り銀で、互いに▲5八玉型、△5二玉型に構えて、先手がすぐに▲3五歩と仕掛けていった場合に、△2三歩と打てば穏やかであるが、後手定番の継ぎ歩反撃で応じる展開。　以下▲3四歩△2二銀から▲2四歩△同歩▲同飛に△8六歩▲8八歩とさせて△8五飛▲4六銀△2五歩との攻防が続く。先手の飛は▲7五歩が手筋で助けるが、後手は△2八角から馬作りがある。互いの構想力が問われるとしている。
| 9  | 8  | 7  | 6  | 5  | 4  | 3  | 2  | 1  |    |
| 香 | 飛 |    | 金 |    |    |    | 桂 | 香 | 一 |
|    |    |    |    |    | 王 | 金 |    |    | 二 |
|    |    | 桂 | 銀 | 歩 | 歩 | 銀 | 歩 |    | 三 |
| 歩 |    | 歩 | 歩 |    |    | 歩 |    | 歩 | 四 |
|    | 歩 |    |    |    |    | 歩 | 歩 |    | 五 |
| 歩 |    | 歩 | 歩 |    | 歩 |    |    | 歩 | 六 |
|    | 歩 | 銀 |    | 歩 |    | 桂 |    |    | 七 |
|    |    | 金 | 玉 | 金 | 銀 |    | 飛 |    | 八 |
| 香 | 桂 |    |    |    |    |    |    | 香 | 九 |

| 9  | 8  | 7  | 6  | 5  | 4  | 3  | 2  | 1  |    |
| 香 | 桂 |    | 金 | 王 | 金 |    | 桂 | 香 | 一 |
|    | 飛 |    |    |    |    |    |    |    | 二 |
| 歩 |    | 歩 |    | 歩 |    | 銀 | 歩 | 歩 | 三 |
|    | 歩 |    | 歩 | 銀 | 歩 | 歩 |    |    | 四 |
|    |    |    |    |    |    |    | 歩 |    | 五 |
|    |    | 歩 | 歩 |    |    | 歩 | 銀 |    | 六 |
| 歩 | 歩 |    |    | 歩 | 歩 |    |    | 歩 | 七 |
|    | 銀 | 玉 |    |    |    |    | 飛 |    | 八 |
| 香 | 桂 |    | 金 |    | 金 |    | 桂 | 香 | 九 |

| 9  | 8  | 7  | 6  | 5  | 4  | 3  | 2  | 1  |    |
| 香 | 桂 |    |    | 王 |    |    | 桂 | 香 | 一 |
|    | 飛 |    |    | 金 |    | 金 | 角 |    | 二 |
| 歩 |    | 歩 |    | 歩 | 銀 |    | 歩 | 歩 | 三 |
|    |    |    | 歩 | 銀 | 歩 | 歩 |    |    | 四 |
|    | 歩 |    |    |    |    |    |    |    | 五 |
|    |    | 歩 |    | 銀 | 歩 | 歩 | 歩 |    | 六 |
| 歩 | 歩 | 角 | 歩 | 歩 |    | 桂 |    | 歩 | 七 |
|    |    | 金 | 銀 |    | 飛 |    |    |    | 八 |
| 香 | 桂 | 玉 |    |    | 金 |    |    | 香 | 九 |

第6-19図は、シンプルな速攻は成立するかで、早仕掛け型から図を経て、▲3五歩△同歩▲4五桂と速攻する形。4五桂急戦での居玉と▲4九金+4八銀型ではなく、▲6八玉～7八金～5八金+4八銀型と玉型を整えてからの仕掛け。手順的には△6二金と上がられる直前での仕掛けである。この仕掛けに、基本的には後手△4四銀と上がり、先手は飛先を交換して▲2九飛と引く展開。以後は△6二金は、▲1五歩△同歩と端を突き捨ててからの▲3四角。このため後手は△2二金と端に備えて、それでも▲1五歩△同歩▲3四角ならば△3二玉で、2三の地点を玉と金で守る手を用意しておく必要があるとされる。
第6-20図は、後手番一手損角換わり・4手目角交換に対し、先手が玉の囲いを最小限にして棒銀を目指した作戦。後手としては△3二金を保留し、図のように2段目を開けて△2二飛を用意しておく。図の局面で▲3五歩に△3二金と上がればよいとみている。先手は自陣を整備してから、もしくはすぐに▲3五歩と仕掛ける。ただしいずれにしろ、一気に攻め潰す手段があるわけでなく、一段落して第二次駒組みの局面が続くことになる。
第6-21図は、後手番が角換わりを拒否し雁木に組む、つまり角換わり模様から後手が10手目△4四歩と角道を止めて角交換を拒否する作戦。羽生は前著で、後手はツノ銀雁木構えから腰掛け銀に組み、先手は右四間飛車で攻める局面を例にしている。ここからすぐに▲4五歩と仕掛けて攻めるのは、後手の上手い切り返しがある。このため1、9両端を突き合ってから▲4五歩と仕掛けて△同歩に▲2二角成から4五銀と、角銀総交換して第二次駒組みに入るのもあるほか、角打ちなどの隙を作らないようにして先手は矢倉もしくは雁木、後手は雁木に囲い、十分に駒組みを進めてから▲3五歩～▲1五歩～▲4五歩と仕掛ける、仕掛け前に▲6六角の手待ちを入れて、後手にマイナスの手を指させてから仕掛ける等の指し方がある。

### 3三金型
| 9  | 8  | 7  | 6  | 5  | 4  | 3  | 2  | 1  |    |
| 香 | 桂 | 銀 | 金 | 王 |    | 銀 | 桂 | 香 | 一 |
|    | 飛 |    |    |    |    | 金 |    |    | 二 |
| 歩 |    | 歩 | 歩 | 歩 | 歩 | 角 | 歩 | 歩 | 三 |
|    |    |    |    |    |    | 歩 |    |    | 四 |
|    | 歩 |    |    |    |    |    | 歩 |    | 五 |
|    |    | 歩 |    |    |    |    |    |    | 六 |
| 歩 | 歩 | 角 | 歩 | 歩 | 歩 | 歩 |    | 歩 | 七 |
|    | 銀 |    |    |    |    |    | 飛 |    | 八 |
| 香 | 桂 |    | 金 | 玉 | 金 | 銀 | 桂 | 香 | 九 |

2020年代に、角換わりで後手が3三に銀ではなく、金を構える指し方も出現する。
かつては悪形とされていたが、最近は上部の厚みが評価されて有力な変化になった。
第7図は2024年度第72期王座戦第1局、永瀬拓矢 対 藤井聡太 戦。先手の▲7七角の角換わり注文に、図のように後手が△3三角とし、以下▲3三角成に△同金としている。このとき、後手の相手の飛車先を受ける手について、△3二金と受けてから2二銀～3三銀という手順が、△3二金と受けてから3三金とすれば、1手早くなるのである。そして後手はこの一手得を生かして、早繰銀などの速攻を仕掛けることができる。

### 先手側必勝
2022年12月3、4日に行われた将棋ソフトの大会である第3回電竜戦に優勝した将棋ソフト「水匠」によると、角換わり将棋の局面で、上記第6-3図では先手必勝となり、開発者の杉村達也が大会前に調査したところでは先手が100戦100勝となったという。つまりテーマ図の局面では先手の必勝定跡と化している。厳密に結論が出たわけではないが、実際に「水匠」が出したほぼ先手必勝とされる手順に対し、他の将棋ソフトも勝敗を覆せていないためである。
将棋ソフトやねうら王開発者の磯崎元洋は、「角交換と言う戦型が終わった。1886局面の指し手を覚えるだけで先手側は公開されてる水匠（探索局面数は1億までの任意）に対して評価値+300に出来ることが証明された。大会で上位のソフトは+300から逆転は97%ぐらいありえないので（手数で引分はある）つまりは将棋AIの世界では角交換の後手は必敗。」とポストしている。実は、角換り腰掛銀同型の38手目（第6-3図）を開始局面として、そこからの変化が1886局面しかなかったという。
こうして、角換わり相腰掛け銀の特定の局面（第6-3図）から将棋ソフト同士で対局するとほぼ先手が勝つ、ということになる。その局面は棋士の将棋でも角換わり腰掛け銀において最善手順で到達するくらい多く指されていたため、角換わりはもう先手必勝なのではないかと話題になった。
これを受けて、2023年9月3日にNHK『将棋フォーカス』では特集「AI新時代 変わり行く棋士の闘い方」が放映される。同番組では杉村がゲストに迎えられ、「AIの世界では、角換りについては先手必勝だ」と述べた。彼は前述の1886局面を分析し、先手必勝定跡を作り上げたとした。AI同士であると、先手角換わりならば先手は3000から4000連勝すると述べた。この結論に対し、実際にプロの棋士はどう思っているのかについて、確かに角換わりの後手番では戦いにくさを感じており、毎回なんらかの工夫が必要だとした。そして同番組の分析で、見解は3派になるとした。伊藤匠、近藤誠也らが、AI世界では後手番では苦しいが闘う派とし、次には藤井聡太、豊島将之らが、先手必勝説に反対派として、「後手にも工夫の余地がある」（藤井）「結論が出たといっても詰みまで完全にやっているわけではない」（豊島）との見解を述べた。最後に、佐藤康光と糸谷哲郎が我関せず派、として紹介されたが、番組の司会二人がこの二人が指す将棋には、そもそも定跡の概念がない、と称している。
一方、2024年に行われた第5回電竜戦決勝リーグの水匠 対 氷彗 戦では、水匠が先手で角換わり新型同形の局面となるが、結果は水匠が後手番の氷彗に敗北している。2025年の水匠での研究結果では逆に後手勝ちの定跡も見つかった。

### 持将棋定跡
将棋AIの水匠により、角換わりという戦法については約1800もの想定局面後の指し手を解析し、先手有利と結論付けた問題は衝撃をもって受け取られたが、将棋には対局両者入玉により持将棋（引き分け）という場面がまれに現れる。このとき、AIはとにかく駒を多くとった方が勝ちの27点法で計算する一方で、プロの指す棋戦の場合は、一定以上の駒があれば引き分けになる24点法を採用しており、このため理論的には局面がAIにとって評価値は勝勢であるが、24点法上では入玉されれば引き分け、先後を変えて再試合、という局面が現れうるといった、評価する将棋AIの不備を突く戦術が現れる。
この戦術を棋戦の公式戦で示したのは、前述のテレビ番組で、後手番では苦しいが闘う派と紹介された伊藤匠である。この戦術によって伊藤は、後手番で角換わり将棋を「勝つ」「勝ちに行く」のではなく、「引き分け」て先手番になることで、角換わり後手番対局でも十分戦うことができることを現出させた。そしてこの戦術によって伊藤は「棋王戦第1局などにおける持将棋定跡」として、村田システムを開発した村田顕弘とともに、第51回（2024年）升田幸三賞を受賞する。
伊藤は、2022年に行われた第70期王座戦五番勝負第2局、豊島将之 対 永瀬拓矢 戦と、自分が指した棋王戦挑戦者決定トーナメント、藤井聡太 対 伊藤匠 戦を研究。これらは角換わり相腰掛け銀の先手9筋突きこし型の将棋で、中盤から端の位をいかすべく先手は入玉模様の将棋と化した。自身が後手番をもって指して敗れた対局では特段入玉/持将棋を狙っていなかったのであるが、こう指せば相入玉になって負けはしなかったと考えた伊藤は、これらを突き詰めて研究していった。
| 9  | 8  | 7  | 6  | 5  | 4  | 3  | 2  | 1  |    |
| 香 | 飛 |    |    |    |    | 王 | 桂 | 香 | 一 |
|    |    |    | 金 |    |    | 金 |    |    | 二 |
| 歩 |    | 桂 |    | 歩 |    | 銀 | 歩 |    | 三 |
|    |    | 歩 | 歩 |    | 歩 | 歩 |    | 歩 | 四 |
| 歩 | 歩 |    | 銀 |    |    |    | 歩 |    | 五 |
|    |    | 歩 |    | 銀 | 歩 | 歩 |    | 歩 | 六 |
|    | 歩 | 銀 | 歩 | 歩 |    | 桂 |    |    | 七 |
|    |    | 金 |    |    | 金 |    |    |    | 八 |
| 香 | 桂 | 玉 |    |    |    |    | 飛 | 香 | 九 |

| 9  | 8  | 7  | 6  | 5  | 4  | 3  | 2  | 1  |    |
| 香 | 飛 |    |    |    |    | 王 | 桂 | 香 | 一 |
|    |    |    | 金 |    |    | 金 |    |    | 二 |
| 歩 |    | 桂 |    |    |    | 銀 | 歩 |    | 三 |
|    |    |    | 銀 | 歩 | 歩 | 歩 |    | 歩 | 四 |
| 歩 |    | 歩 |    |    | 歩 |    | 歩 |    | 五 |
|    | 歩 | 歩 | 歩 |    |    | 歩 |    | 歩 | 六 |
|    |    |    | 歩 | 歩 |    | 桂 |    |    | 七 |
|    | 玉 | 金 |    |    | 金 |    |    |    | 八 |
| 香 | 桂 |    |    | 銀 |    |    | 飛 | 香 | 九 |

そして、第36期竜王戦決勝トーナメント準々決勝、丸山忠久 対 伊藤匠 戦で、後手の伊藤が藤井戦でこのように指せばという手順を披露する
。そして伊藤はこの竜王戦の1か月ほど前に収録があった銀河戦で、佐々木勇気を相手に、その対局を同じような将棋で相入玉・持将棋に持ち込んでいた。銀河戦はテレビ棋戦であるので、放送お披露目は竜王戦の丸山対伊藤戦よりも後となる。
局面は第8-1図のように後手が△6五銀とガッチャン銀を仕掛け、これを先手が▲同銀と取ると、以下△同桂▲6六銀△4七銀では先手不満となるので、▲5五銀。そこで△4三角と自陣角を打つ。この手では過去は▲4五歩や▲3五歩の攻め合いが試されていたが少し無理とされ、▲6六歩の催促が主流になっていた。以降は第8-2図まで進み、後手の伊藤が6八の銀を△5九銀不成と捨て駒。狙いはこれを▲同飛と取ると△6八歩成とされ、▲同金なら△8六飛と走る手が受けにくい。実践では▲7五銀であるが、後手は△4八銀から右側の駒を取りつつ先手の飛車を攻め、上部開拓を行った。
結局は先手の丸山も玉は盤の中段へと進んだが、途中から上部開拓を徹底せず、伊藤の玉を寄せようとしたところを捕らえられ、伊藤はそこであっという間に先手玉を寄せきり勝利。相入玉・持将棋とはならなかった。
丸山-伊藤戦を解説した広瀬章人は、最初から持将棋を狙う仕掛けというのは将棋の常識を変える考え方であるが、それをこの大一番に持ってくるところが、局面を純粋な理論で考える今の若手らしい考え方であるとし、またこれを広瀬は「持将棋定跡」と名付ける。そして持将棋定跡は、将棋流行語大賞2024で第6位にランクインされる。
そして伊藤はタイトル戦、対藤井聡太戦でまた定跡を披露する。2024年の第49期棋王戦第1局で、相手である藤井棋王の先手勝率は9割である。
| 9  | 8  | 7  | 6  | 5  | 4  | 3  | 2  | 1  |    |
| 香 |    |    |    |    | 飛 |    | 桂 | 香 | 一 |
|    |    |    | 金 |    | 王 | 金 |    |    | 二 |
|    |    | 桂 |    | 歩 |    | 銀 | 歩 |    | 三 |
| 歩 |    | 歩 | 歩 | 銀 | 歩 | 歩 |    | 歩 | 四 |
|    | 歩 |    |    |    | 歩 |    | 歩 |    | 五 |
| 歩 |    | 歩 | 歩 | 銀 |    | 歩 |    | 歩 | 六 |
|    | 歩 | 銀 |    | 歩 |    | 桂 |    |    | 七 |
|    | 玉 | 金 |    |    | 金 |    |    |    | 八 |
| 香 | 桂 |    |    |    |    |    | 飛 | 香 | 九 |

| 9  | 8  | 7  | 6  | 5  | 4  | 3  | 2  | 1  |    |
| 香 |    |    |    |    | 飛 | 王 | 桂 | 香 | 一 |
|    |    |    | 金 |    |    | 金 |    |    | 二 |
|    |    | 桂 | 角 | 歩 |    |    | 歩 |    | 三 |
|    |    |    | 歩 | 銀 |    | 歩 | 銀 | 歩 | 四 |
| 歩 | 歩 | 歩 |    |    |    |    |    |    | 五 |
|    |    |    | 歩 | 銀 |    | 歩 |    | 歩 | 六 |
| 歩 | 歩 | 銀 |    | 歩 |    | 桂 |    |    | 七 |
|    | 玉 | 金 |    | 金 |    |    |    |    | 八 |
| 香 | 桂 |    |    |    |    |    | 飛 | 香 | 九 |

| 9  | 8  | 7  | 6  | 5  | 4 | 3  | 2  | 1  |    |
| 杏 |    |    |    |    |   | 王 | 桂 | 香 | 一 |
|    |    |    |    | 金 |   | 金 |    |    | 二 |
|    |    | 桂 |    | 歩 |   |    | 歩 |    | 三 |
| 歩 |    |    | 歩 |    |   |    | 銀 | 歩 | 四 |
|    | 歩 | 歩 |    |    |   |    |    |    | 五 |
| 玉 |    |    | 歩 | 歩 |   | 歩 |    | 歩 | 六 |
|    | 歩 | 銀 |    |    |   |    |    |    | 七 |
|    |    | 金 |    | 金 |   | 角 |    |    | 八 |
| 香 | 桂 |    |    |    |   |    | 飛 | 香 | 九 |

局面はいままでの先手の9筋突きこし型ではなく突き合い型を選択し、後手は△4二玉の下に飛車を配置する定番となった戦型（第8-3図）から自陣角を打ち、端に綾をつける第8-4図を経て、第8-5図の角打ちから上部開拓を開始。夕方に120手ほどで持将棋が成立する対局となった。
伊藤は途中の分岐は多くあるので、最初から持将棋にしにいったということではなく、あくまで「なりやすい変化がある将棋」を指し、そのうえでかなり早い段階で持将棋を意識できる順となったとしているが、立合いをつとめた藤井猛は、タイトル戦でこのような将棋が現れることが大事であるとした。いくら水面下のAI研究で研究策が出現してもそれは正史とは関係なく、これまでいろいろな変化が研究段階で消えてしまう傾向はよくないとしていた。このように公式戦で偶然ではない持将棋的な将棋が現れ棋戦史に残ることになることで、非常に意味があるとしている。
棋戦の持将棋については、将棋のAI研究に詳しい千田翔太がこの進行を見て、AIの持将棋ルールはアマチュア大会で主流の27点法で設定されているため、双方24点あれば持将棋になるプロ棋戦のルール下での持将棋的な局面は、AIでは評価ができないとし、この将棋は人間が自力の判断をするしかないとした。つまりAIの評価値があてにならない戦法と化したのである。
将棋AIソフト「水匠」の作者も、Xで「この将棋は、伊藤匠七段が逃げ切ったというものではなく、角換わりの結論は24点法持将棋である、という研究を感じる一局」「将棋の歴史が動いた気がします」とし、升田幸三賞を受賞しても何らおかしくないとした。
前述の広瀬は、こうした角換わり将棋では先手がどこで手を変えるべきか分からず、先手にとって一つの課題局面が現れたことになるとした。
実際に、豊島将之はこの定跡出現以降、得意だった角換わりの定跡形をほとんど指していない他、振り飛車も指すようになる。藤井聡太も2024年に入ってから、相居飛車の後手番は力戦型を志向している。そして、その後も角換わり腰掛け銀の将棋では、広瀬章人 対 佐々木勇気 戦（竜王戦挑戦者決定三番勝負第1局）のように、伊藤の持将棋定跡を意識した戦いがみられるようにもなる。